# Valença, Rio de Janeiro
Valença är en ort i Brasilien.   Den ligger i kommunen Valença och delstaten Rio de Janeiro, i den sydöstra delen av landet, 800 km sydost om huvudstaden Brasília. Valença ligger 560 meter över havet och antalet invånare är 61 144.
Terrängen runt Valença är huvudsakligen kuperad, men norrut är den platt. Valença är det största samhället i trakten.
Omgivningarna runt Valença är huvudsakligen savann. Runt Valença är det ganska tätbefolkat, med 166 invånare per kvadratkilometer.